# Baia di Doulus
La baia di Doulus (Doulus Bay in inglese) è un'insenatura della costa occidentale della contea irlandese del Kerry, più precisamente sulla propaggine nord-occidentale di Iveragh. È delimitata a nord da capo Doulus e si insinua con un braccio stretto di mare,  Valentia Harbour, oltre Cahersiveen. Veramente poco al largo delle coste della baia è situata Valentia Island.